# Tyrnyauz
Tyrnyauz (in russo Тырныауз?; in balcaro Тырныаууз, Tırnıauuz) è una città della Russia che si trova nella Repubblica Autonoma della Cabardino-Balcaria in Caucaso. Ha ricevuto lo status di città nel 1955, è capoluogo del rajon El'brusskij e nel 2009 ospitava una popolazione di circa 20 000 abitanti, in prevalenza Balcari.